# 朗当日
朗当日（法語：Landange，法語發音：[lɑ̃dɑ̃ʒ]；洛林语：Landonche）是法国摩泽尔省的一个市镇，属于萨尔堡-萨兰堡区。

## 地理
朗当日（48°40'15"N, 6°57'31"E）面积4.85 平方千米，位于法国大東部大區摩泽尔省，该省份为法国东北部内陆省份，是洛林的一部分，西南接默尔特-摩泽尔省，东临下莱茵省，北与卢森堡和德国接壤。
与朗当日接壤的市镇（或旧市镇、城区）包括：阿斯帕克、贡德雷克桑日、洛尔坎、讷夫穆兰、圣乔治。
朗当日的时区为UTC+01:00、UTC+02:00（夏令时）。

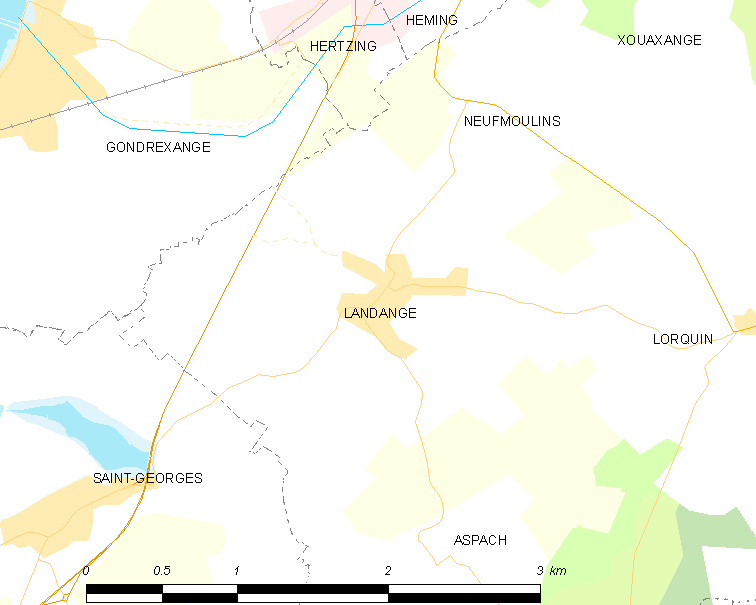
朗当日的OSM定位图

## 行政
朗当日的邮政编码为57830，INSEE市镇编码为57377。

## 政治
朗当日所属的省级选区为法尔斯堡县。

## 人口

1962-2008年间朗当日人口变化图示

朗当日于2022年1月1日时的人口数量为242人。